# Allantomytilus maideni
Allantomytilus maideni är en insektsart som först beskrevs av William Miles Maskell 1897.  Allantomytilus maideni ingår i släktet Allantomytilus och familjen pansarsköldlöss. Inga underarter finns listade i Catalogue of Life.